# NGC 5529
NGC 5529 је спирална галаксија у сазвежђу Волар која се налази на NGC листи објеката дубоког неба.
Деклинација објекта је + 36° 13' 37" а ректасцензија 14h 15m 34,0s. Привидна величина (магнитуда) објекта NGC 5529 износи 12,1 а фотографска магнитуда 12,8. Налази се на удаљености од 51,092 милиона парсека од Сунца. NGC 5529 је још познат и под ознакама UGC 9127, MCG 6-31-85, CGCG 191-69, IRAS 14134+3627, FGC 1735, KUG 1413+364A, PGC 50942.